# リレー放送
リレー放送（リレーほうそう）は、1つの番組を時間ごとに放送局を変えて放送する形式のことである。

## 概要
放送局の編成上の都合等で、番組開始から終了まで1つの放送局ではネットできない場合、放送できない時間を他の放送局に肩代わり（＝リレー）してもらうことがある。例えば番組Xが12:00から19:00まで放送されるとして、放送局Aが自社制作番組などの関係で放送できない14:00～15:00の間を放送局Bで放送した場合、AとBの間でリレー放送が行われたことになる。
スポーツ中継など、放送時間が長時間にわたる番組で実施されることが多い。

## 主な例
- NHKでの高校野球中継は主にNHK総合テレビジョンで1953年の第35回全国高等学校野球選手権大会から実施されているが、NHK教育テレビジョンでの実施は1975年の第47回選抜高等学校野球大会からであり、11:54～13:05及び18:00以降は定時枠を優先するため、その間に限って放送される。
- 『24時間テレビ 「愛は地球を救う」』では、1978年から1981年及び1983年に長崎地区で長崎放送(開始～日曜早朝)とテレビ長崎(日曜早朝～終了)の間でリレー放送が実施されていた（現在（1991年以降）は長崎国際テレビで放送。なお1982年は長崎大水害のため長崎放送が不参加となり、後半部分のみネット）。
- プロ野球トップ&リレー中継やまつえレディースハーフマラソンのように、地上波放送と衛星放送もしくはケーブルテレビの間で実施するリレー放送も見られる。
- おはら祭や鹿児島マラソン中継といった鹿児島市主催イベントのように、南日本放送（テレビ）と鹿児島テレビ放送との間で異なる局での実質的なリレー放送も見られる。このため、局ごとに全ての製作陣が入れ替わっている。両者とも当初は南日本放送だけだったが、1998年から共催者にKTSグループの第三セクター放送局である鹿児島シティエフエムが参加したのを機に鹿児島テレビが加わる形となった。